# Jean Fonteyne
 (septembre 2024).
Pour les articles homonymes, voir Fonteyne.
Jean Fonteyne est un avocat, résistant, homme politique et cinéaste belge né le 3 mai 1899 à Ledeberg (près de Gand en Flandre orientale) et décédé le 22 juin 1974.

## Biographie
En 1933, il tourne avec le photographe Albert Van Ommeslaghe (1890–1976) le film Journée Tayenne - 9 juillet 1933 et monte entre 1933 et 1936 Autour du Borinage sur base du tournage du film Misère au Borinage de Joris Ivens et Henri Storck.
Ses documents filmés sont d'un apport social et d'une richesse artistique exceptionnels dans les débuts du 7e Art.
Il fut résistant pendant les deux guerres mondiales.
Membre du Parti communiste de Belgique, il est sénateur entre 1946 et 1949.
Marié avec Andrée De Lannay, ils ont eu quatre enfants.
Jean Fonteyne est aussi connu pour une conférence aux Amitiés Belgo-Bulgares le 26 juin 1951 intitulée « Le pays de Dimitrov ».
L'avocat Jean Fonteyne, ancien stagiaire au cabinet de Maître Paul-Émile Janson, est connu pour avoir créé la revue juridique belge "Revue générale des assurances et des responsabilités" qui fait aujourd'hui référence en la matière.
Son engagement d'avocat en fait un témoin privilégié actif des causes progressistes de l'avant et de l'après-guerre. Il participe notamment à la défense des députés communistes français dont le parti a été interdit dans les années 1930, de la veuve de Julien Lahaut dans le cadre de l'assassinat du député serésien dans les années 1950 ainsi que de l'obstétricien de renom Willy Peers emprisonné au début des années 1970 pour avoir pratiqué des interruptions volontaires de grossesse. 
Il rédige plusieurs ouvrages tels "Le procès des 44" (l'affaire des députés du PCF interdit), "Buchenwald" (témoignage  de son vécu en camp de concentration nazi), "Le combat de Hertz Jospa" (monographie collective sur un camarade de combat), etc. Ses interventions parlementaires parues en petits fascicules sont un témoignage émouvant des luttes progressistes de l'immédiat après-guerre en Belgique.
Secrétaire du Comité de vigilance des intellectuels antifascistes dans les années 1930, Jean Fonteyne joue un rôle important dans les avancées préparatoires et contemporaines à la résistance anti-nazie organisée belge et française.
Homme de grande culture et de profonde modestie, il ne cessa tout au long de son engagement communiste, ouvert et convaincu, de privilégier avant tout les femmes et les hommes, les relations humaines de résistance et d'amitié, de culture, de pluralisme et de progrès, en dehors de toute velléité sectaire ou d'orthodoxie. Cette droiture humaniste lui valut d'être écarté du Parti communiste de Belgique dont il fut violemment exclu en 1965 pour avoir refusé d'ostraciser d'anciens camarades de déportation.